# Planodema scorta
Planodema scorta är en skalbaggsart som först beskrevs av Thomson 1858.  Planodema scorta ingår i släktet Planodema och familjen långhorningar.
Artens utbredningsområde är:
- Gabon.
- Malawi.

Inga underarter finns listade i Catalogue of Life.